# 霍明光
霍明光（1921年—2010年9月7日），男，山东蒙阴人，中华人民共和国政治人物。

## 生平
1945年，担任吉林省磐石县县长、汪清县委书记。1953年，任吉林省政府副秘书长兼司法厅厅长。1971年，任中共哲里木盟委副书记，吉林省四平地委第一书记。1983年，任中共吉林省委书记。同年改任吉林省常务副省长。1985年，任吉林省人大常委会副主任。1988年，升任主任。
2010年9月7日16时14分在长春逝世，享年89岁。